# Euskaldunon Egunkaria

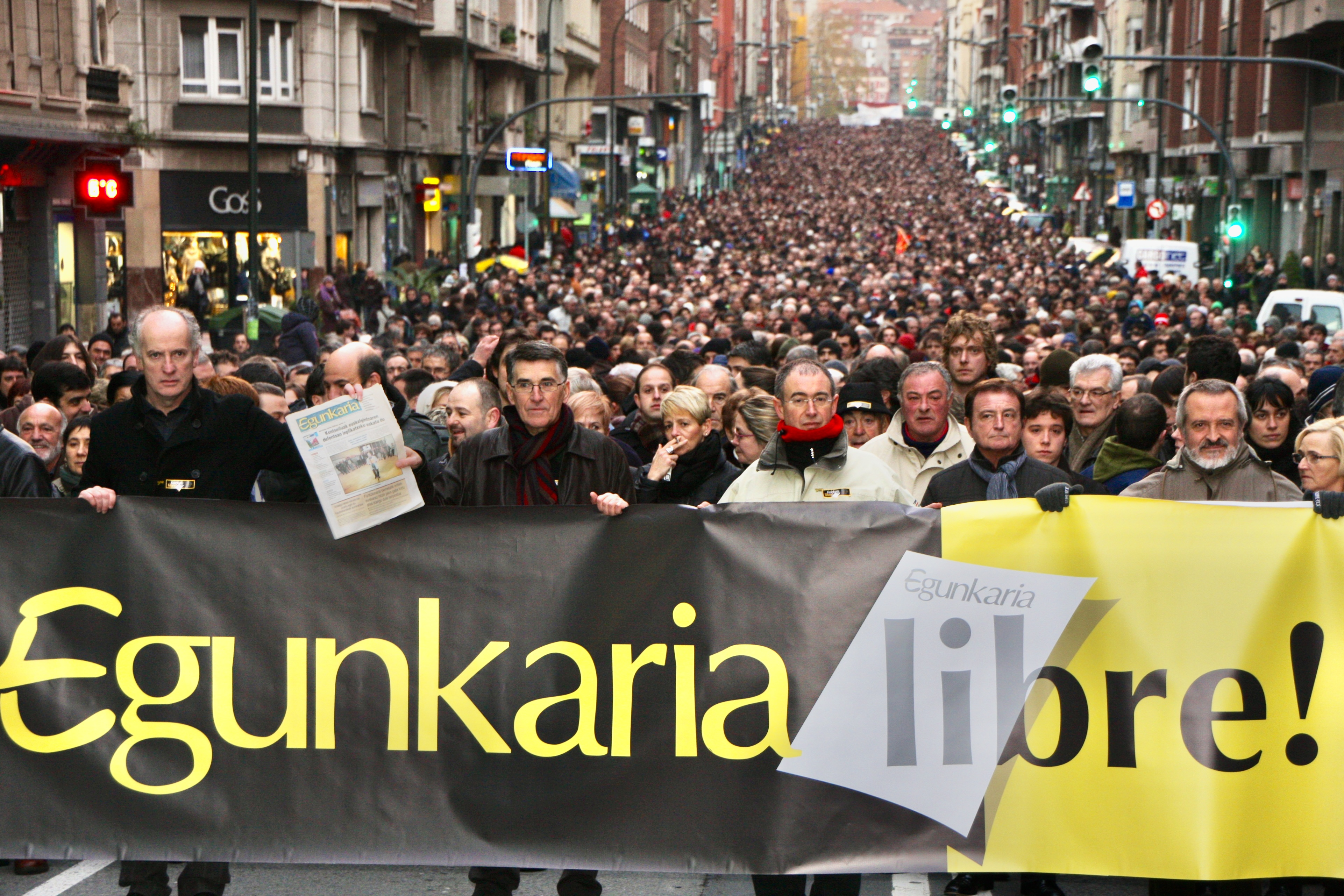
Manifestació a Bilbao contra el tancament del diari (19-12-2009)

Euskaldunon Egunkaria («El diari dels bascoparlants») era, des del 1990 i fins al moment del seu tancament per ordre judicial el 20 de febrer del 2003, l'únic diari que es publicava íntegrament en èuscar. El seu únic antecessor com a tal va ser el breu Eguna (gener-juny del 1937), editat pel Govern Basc en plena Guerra d'Espanya. El seu lloc en el panorama periodístic del País Basc el va ocupar el seu successor Berria.
S'editava a Guipúscoa i es distribuïa a les zones bascoparlants dels estats espanyol i francès. La seva línia editorial era d'esquerres i nacionalista.
El seu tancament per resolució judicial i les actuacions judicials posteriors han estat envoltades de polèmica, i en abril de 2010 l'Audiència Nacional va absoldre a tots els imputats en la causa contra el diari.

## L'inici
Al final del 1989, un grup format per més de setanta personalitats del món de la cultura i de la llengua basca va posar en marxa una iniciativa denominada Egunkaria Sortzen («creant el periòdic»), amb l'objectiu de crear un periòdic que fos editat únicament en basc.
Durant la primavera del 1990 es va portar a terme una gran campanya al País Basc amb un doble objectiu: donar a conèixer el projecte de creació del nou periòdic i recaptar els fons econòmics escaients per fer-ho possible. Unes 3.000 persones van treballar voluntàriament en la dita campanya, es van posar en el mercat accions-participacions de 30 euros (capitalitzant els mateixos Egunkaria Sortzen), i per a aquells que volguessin ser accionistes es venien accions de 3.000 euros. La normativa establia que cap accionista no podia posseir més del 10% de les accions. En total es van veure involucrats amb el projecte al voltant de 90.000 persones i es van recaptar 300.000 euros. És així com es va crear Egunkaria SA, la societat mercantil responsable del futur periòdic Euskaldunon Egunkaria. El 6 de desembre del 1990 s'edita el seu primer número, amb 32 pàgines.

## La consolidació
Amb el pas dels anys el periòdic va anar consolidant-se i trobant el seu espai en el mercat basc de la comunicació. Va arribar a convertir-se en un periòdic amb 70 pàgines de mitjana al dia, un tiratge de 15.000 exemplars, 44.000 lectors estimats, pàgina web i una qualitat periodística equiparable a uns altres rotatius de més tiratge.

## El tancament

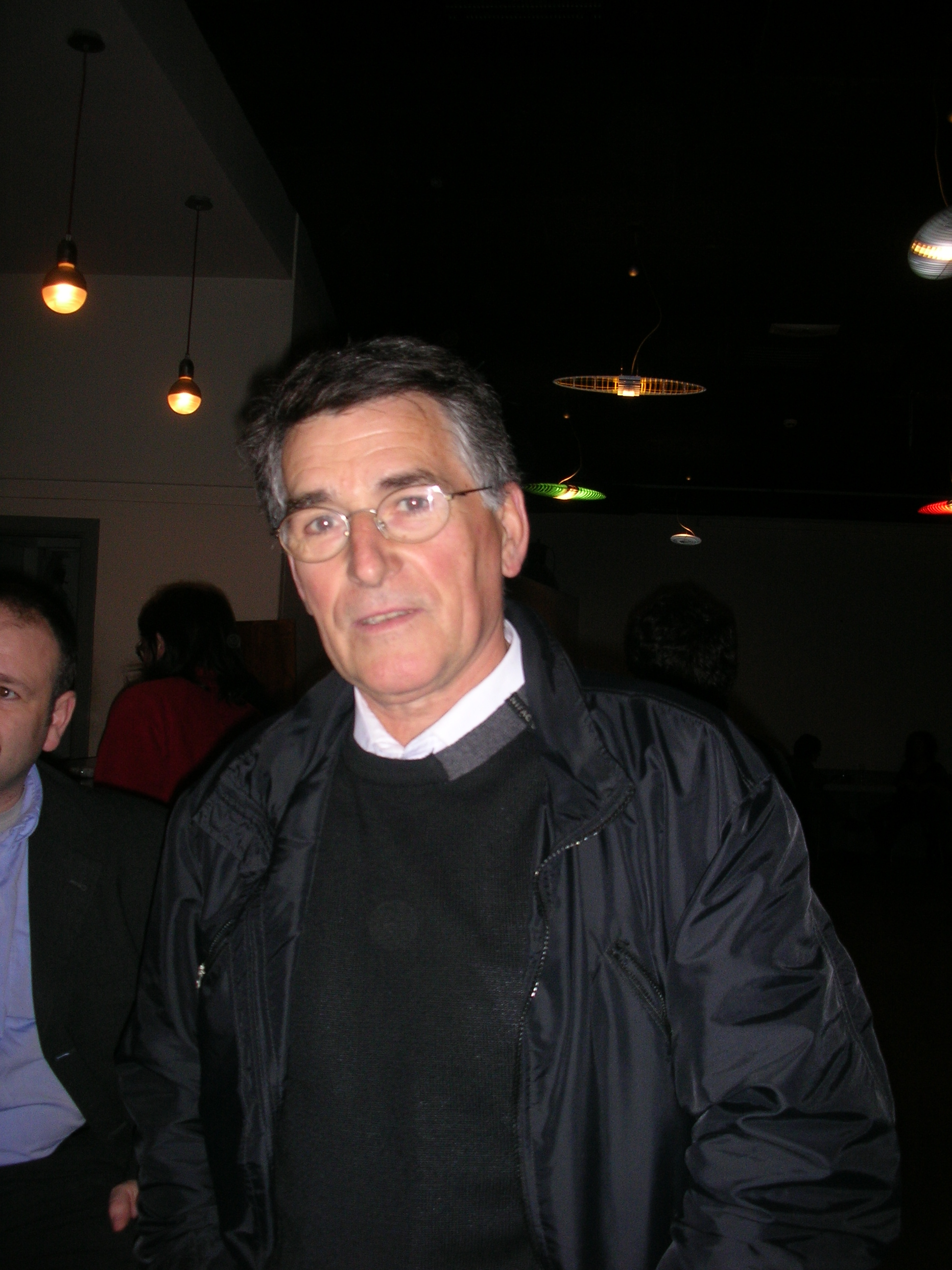
Juan Mari Torrealdai, acadèmic de la Reial Acadèmia de la Llengua Basca, president del Consell d'Administració d'Egunkaria i director de la revista científica i literària publicada en euskera Jakin, va ser un dels detinguts.

El 20 de febrer del 2003, el jutge instructor de l'Audiència Nacional, Juan del Olmo, va ordenar la seva clausura temporal i l'embargament preventiu de tots els béns d'Egunkaria, per formar presumptament part del conglomerat empresarial controlat per ETA.
Ja anteriorment, el 14 de juliol del 1998, per les mateixes raons, Baltasar Garzón havia ordenat la clausura temporal d'un altre periòdic basc, Egin.
L'octubre del 2003, el jutge Juan del Olmo va llençar una segona operació policial, en aquest cas contra diverses empreses ubicades al mateix polígon industrial on tenia la seu Egunkaria (el Parc Cultural Martín Ugalde d'Andoain), en la qual van resultar detingudes altres nou persones sota acusacions similars a les de la primera operació. Després de realitzar una primera investigació dels documents confiscats, el jutge va remetre el cas per a una nova numeració d'aquest i perquè sigui assignat a un altre jutjat, amb la qual cosa queda judicialment separat del cas Egunkaria.
La clausura i embargament ordenats inicialment pel jutge tenia caràcter preventiu i temporal, per 6 mesos. Els següents mesos i anys transcorren amb successives pròrrogues de sis mesos de clausura d'Egunkaria, i amb constants recursos per la defensa que van ser desestimats.

### Les deu detencions
A l'operació policial del 20 de febrer del 2003 deu treballadors del diari van ser arrestats per la Guàrdia Civil: Martxelo Otamendi, Pello Zubiria, Iñaki Uria, Joan Mari Torrealdai, Xabier Oleaga, Txema Auzmendi, Fermin Lazkano, Xabier Alegria, Luis Goia i Imma Gomila. Tots ells foren detinguts sota l'acusació d'«associació il·legal» en el moment de la fundació d'Egunkaria, i de "pertinença o col·laboració amb ETA".
Els van imposar cinc dies d’incomunicació en aplicació de la legislació antiterrorista. Passats aquests cinc dies, nou dels deu van comparèixer davant el jutge de l'Audiència Nacional; Pello Zubiria estava ingressat a l'hospital. Txema Auzmendi no va acceptar no poder triar advocat i es va negar a declarar.
Molts dels detinguts van denunciar haver estat torturats per guàrdies civils durant la incomunicació: Iñaki Uria, Xabier Oleaga, Martxelo Otamendi, Xabier Alegría i Txema Auzmendi van denunciar davant del jutge tortures i maltractaments. El ministre de l'Interior d'Espanya es va querellar contra els autors de denúncies de tortures per col·laboració amb ETA. Tret de la d'Iñaki Uria, les denúncies de tortures dels processats van ser arxivades. Martxelo Otamendi, va denunciar les tortures davant les càmeres d'ETB només sortir de la presó. L'any 2012 el Tribunal Europeu de Drets Humans va condemnar l'estat espanyol per no haver investigat les denúncies de tortures de Martxelo Otamendi.
Un cop conclosa la incomunicació de cinc dies, el jutge va ordenar l'ingrés a la presó de Torrealdai, Uria, Auzmendi, Oleaga, Zubiria i Alegria. Va deixar en llibertat Otamendi, Lazkano, Gomila i Goia.
El diari fou forçat a la liquidació i els seus actius foren venuts per administradors designats pels tribunals. Independentment del resultat final del cas, Egunkaria havia cessat d'existir.

### Reacció internacional
La clausura d'Egunkaria resultà en criticisme escampat arreu, adreçat a les autoritats espanyoles. L'escriptor Salman Rushdie denuncià el cas com un «apallissament», i el diari anglès The Independent feu una petita donació simbòlica per a l'obertura de la nova publicació en èuscar, Berria.
Una acusació similar havia tancat el diari bilingüe -en èuscar i espanyol- Egin, també d'esquerra nacionalista. Gara n'ocupà l'espai.

## Absolució
El 12 d'abril de 2010, la Audiencia Nacional va fer pública l'absolució dels cinc imputats: Martxelo Otamendi, Ignacio María Uria, Juan María Torrealdai, José María Auzmendi i Javier Oleagalos.